# San Juan (Tacoronte)
San Juan es una entidad de población perteneciente al municipio de Tacoronte, en la isla de Tenerife —Canarias, España—.

## Geografía
Se encuentra en la zona baja de Tacoronte, a casi tres kilómetros del centro municipal y a una altitud media de unos 400 m s. n. m. Se encuentra atravesado por los barrancos de Los Molinos y de San Juan.
Cuenta con una ermita dedicada a san Juan bautista, varias plazas públicas, un cajero automático, una farmacia, un consultorio médico, instalaciones deportivas, un centro social, un colegio público, un centro infantil y un tanatorio, así como con comercios, bares y restaurantes. Aquí se encuentra además el mercadillo del agricultor de Tacoronte.
En el barrio se encuentra uno de los árboles monumentales del municipio, el conocido como drago de San Juan, ejemplar de Dracaena draco con 9 metros de altura y un perímetro de 6,35 metros, con una edad estimada de entre 320 y 400 años.

## Demografía
| Año        | 2000 | 2005  | 2010  | 2015  | 2020  |
| ---------- | ---- | ----- | ----- | ----- | ----- |
| Habitantes | 887  | 1 083 | 1 330 | 1 692 | 1 729 |

## Economía
Se trata de un núcleo agrícola, con tierras dedicadas a la viña principalmente.

## Fiestas
En el barrio se celebran fiestas patronales en honor a san Juan bautista la segunda quincena de junio.
También se celebran fiestas en honor a san Antonio abad durante la segunda quincena de enero, llevándose a cabo actos religiosos entre los que destaca la bendición de los animales, y actos populares con una tradicional feria de ganado, de las más antiguas de Canarias.
Además, en el barrio se llevan a cabo actos durante el Corpus Christi en junio, y en Navidad, con un festival y una escenificación del Belén.

## Comunicaciones
Se llega al barrio principalmente a través de la carretera Tacoronte-Tejina TF-16.

### Transporte público
En autobús —guagua— queda conectado mediante las siguientes líneas de TITSA: 
| Línea | Trayecto                                            | Recorrido     |
| ----- | --------------------------------------------------- | ------------- |
| 021   | Tacoronte - Santa Catalina - Playa Mesa del Mar     | Horario/Línea |
| 051   | Circular La Laguna - Tejina - Tacoronte - La Laguna | Horario/Línea |
| 057   | Circular La Laguna - Tejina - Tacoronte - La Laguna | Horario/Línea |

## Lugares de interés
- Drago de San Juan
- Ermita de San Juan (siglo xviii)
- Mercadillo del Agricultor de Tacoronte